# Eugeniusz Rybka
Eugeniusz Stanisław Rybka (ur. 6 maja 1898 w Radzyminie, zm. 8 grudnia 1988 we Wrocławiu) – polski astronom, profesor Uniwersytetu Lwowskiego (1932–1945), Uniwersytetu Wrocławskiego (1945–1958) i dyrektor obserwatorium astronomicznego tamże, profesor Uniwersytetu Jagiellońskiego i dyrektor krakowskiego Obserwatorium Astronomicznego UJ (1958–1968), wiceprezydent Międzynarodowej Unii Astronomicznej w latach 1952–1958, autor prac z dziedziny fotometrii gwiazdowej i historii astronomii.

## Życiorys

### Dzieciństwo i młodość
Był synem Władysława, organisty kościelnego, i Leokadii z Chromińskich. W 1900 wraz z rodziną przeniósł się do Skierniewic, a w 1905 do Ozorkowa (powiat zgierski). Z pomocą starszego rodzeństwa szybko nauczył się pisać i czytać, jeszcze przed zapisaniem do szkoły w 1907. W 1911 dzięki zabiegom ojca trafił do gimnazjum w Gostyninie. Edukację przerwał wybuch I wojny światowej w 1914 i w 1915 postanowił samodzielnie przerobić brakujący do matury materiał z pozostałych trzech klas. Maturę zdał eksternistycznie 17 listopada 1917 w Warszawie. Wcześniej wstąpił do Polskiej Organizacji Wojskowej i w 1918 objął dowództwo nad oddziałem POW w Ozorkowie.

### I wojna światowai okres studiów
Wkrótce po zakończeniu działań wojennych rozpoczął studia na wydziale filozoficznym Uniwersytetu Jagiellońskiego (25 października 1918), jednak już kilka dni później dołączył do oddziałów rozbrajających żołnierzy austriackich, zaś 19 listopada, na wieść o walkach między Ukraińcami i Polakami, wraz z oddziałem studentów wyruszył do Przemyśla. Służył m.in. w pociągu pancernym Śmiały (w 1919 był kierownikiem jego kancelarii), ukończył szkołę podoficerską we Lwowie ze stopniem kaprala (1919), a także szkołę oficerską w Poznaniu (1920). Został awansowany na podporucznika rezerwy ze starszeństwem z dniem 1 lipca 1925 i przydziałem do 20 Pułku Artylerii Lekkiej, z którego został przeniesiony w 1932 do 1 Pułku Artylerii Przeciwlotniczej. W sierpniu 1939 został awansowany na porucznika.
W listopadzie 1920 wrócił na uniwersytet. W lutym 1921 podjął bliższą współpracę z prof. astronomii Tadeuszem Banachiewiczem, obejmując stanowisko rachmistrza naukowego w krakowskim Obserwatorium Astronomicznym UJ. Nabył tam pierwszych doświadczeń w zawodowej astronomii.
9 września 1922 wziął ślub z Marią Cecylią Sierakowską (1895–1985); w lipcu 1923 urodził się ich syn, Przemysław, 14 października 1926 córka Jadwiga po mężu Złotorzycka.
Jesienią 1923 przeniósł się do Warszawy, gdzie pracował jako asystent, a potem starszy asystent w tamtejszym obserwatorium. Pisał też swoją pracę doktorską, dotyczącą obserwacji zakryć gwiazd przez Księżyc, przeprowadzonych na początku XX wieku. Przewód doktorski odbył się pomyślnie w marcu 1926 na Uniwersytecie Jagiellońskim (zgodnie z umową zawartą przed wyjazdem z Banachiewiczem). Następnie zajmował się ocenami wizualnymi cefeid, szczególnie badając gwiazdy TU Cas i XZ Cyg. Praca o pierwszej z nich ukazała się w czasopiśmie Acta Astronomica. Zaangażował się również w działalność Towarzystwa Miłośników Astronomii.
W 1930, dzięki uzyskaniu stypendium naukowego, wyjechał na blisko pół roku do Lejdy, gdzie pod kierunkiem prof. Einara Hertzsprunga zaznajomił się z nową techniką fotometrii fotograficznej gwiazd. Podczas pobytu w Holandii opublikował ponadto cztery prace naukowe, m.in. zawierającą katalog gwiazd w gromadzie kulistej M3.
Po powrocie rozpoczął starania o habilitację, uwieńczone wygłoszeniem 19 stycznia 1932 wykładu habilitacyjnego pt. Gromady kuliste gwiazd. Potem wyjechał do Lwowa, by objąć na Uniwersytecie Jana Kazimierza katedrę astronomii i kierownictwo Zakładu Astronomii. Po zakupieniu niezbędnego sprzętu kontynuował wcześniejsze prace z zakresu fotometrii fotograficznej. Pod koniec lat trzydziestych czynił starania o zakup dla Obserwatorium 90-centymetrowego teleskopu, lecz wybuch wojny w 1939 uniemożliwił zrealizowanie tego zamiaru.

### II wojna światowa
Po najeździe sowieckim na Polskę i okupacji Lwowa przez Armię Czerwoną, aż do wybuchu wojny niemiecko-sowieckiej w czerwcu 1941 kontynuował pracę na uniwersytecie, w 1944 zabroniono mu wykładać w języku polskim. Prowadził służbę meteorologiczną dla Armii Krajowej. Po ponownym zajęciu miasta przez wojska sowieckie aresztowany przez NKWD w styczniu 1945 wraz z trzynastoma innymi profesorami Uniwersytetu Jan Kazimierza (m.in. Juliuszem Makarewiczem, Ryszardem Gansincem, Włodzimierzem Burzyńskim i Marianem Kamieńskim), zwolniony po kilku miesiącach. W sierpniu 1945 wyjechał pociągiem wraz z innymi przesiedleńcami do Krakowa. Wkrótce przeniósł się do Wrocławia, w dalszym ciągu zajmując się fotometrią gwiazdową.

### Działalność zawodowa i życie w okresiePRL

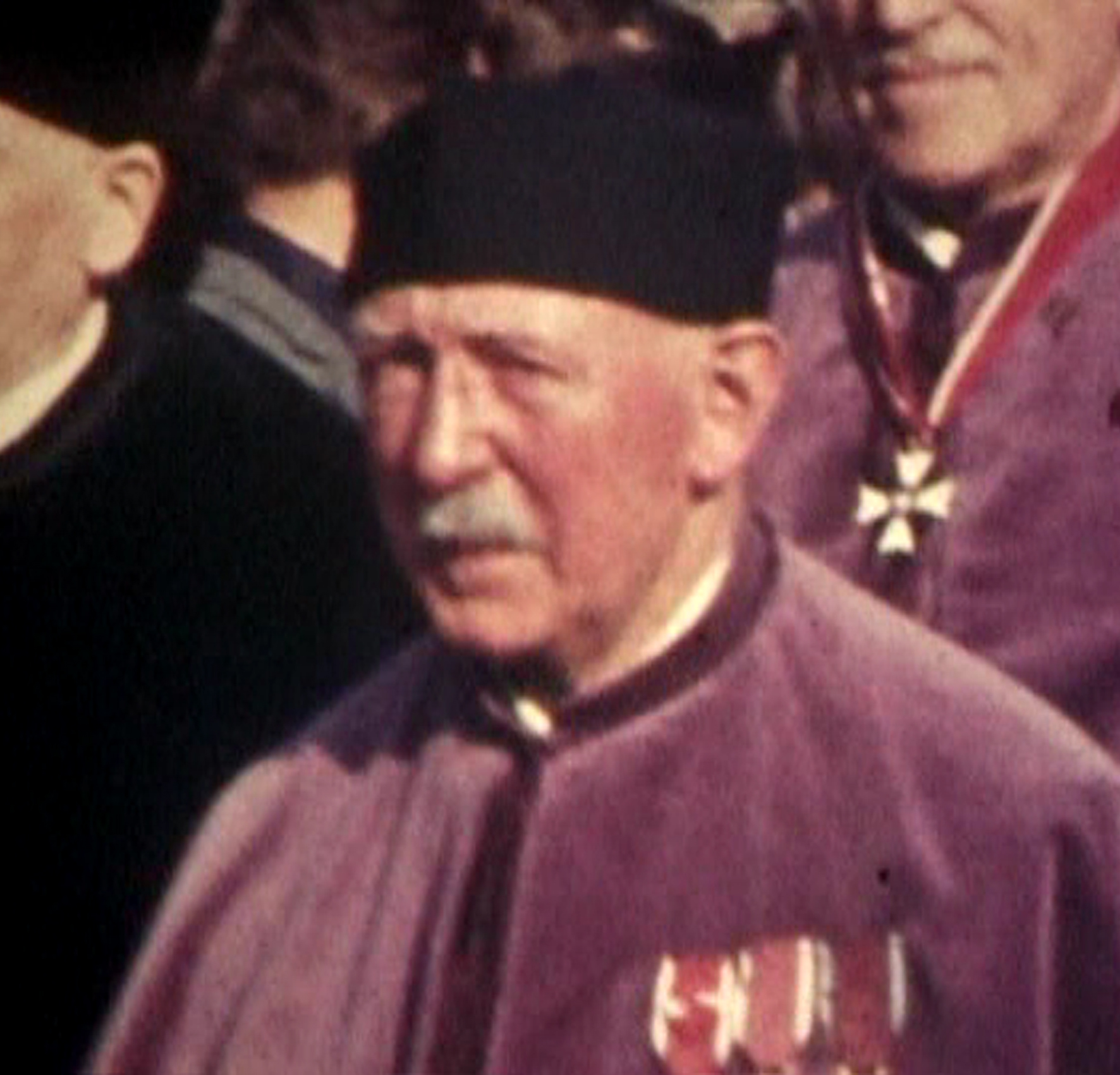
Eugeniusz Rybka - podczas pochodu z okazji Jubileuszu 600-lecia Uniwersytetu Jagiellońskiego (Kraków, 10 maja 1964)

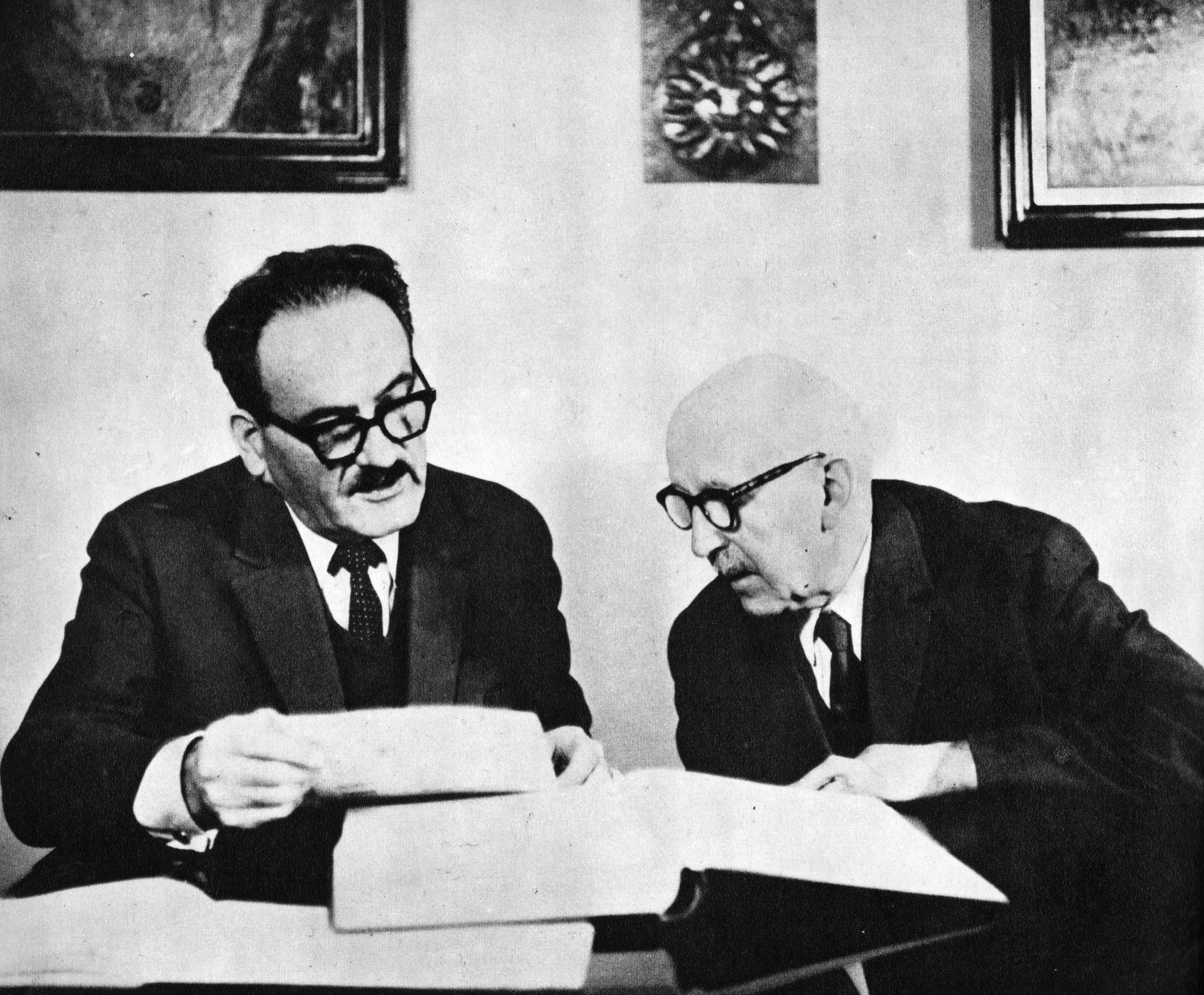
Profesor Eugeniusz Rybka (z prawej) w rozmowie z doc. dr. Józefem Sałabunem w 1973

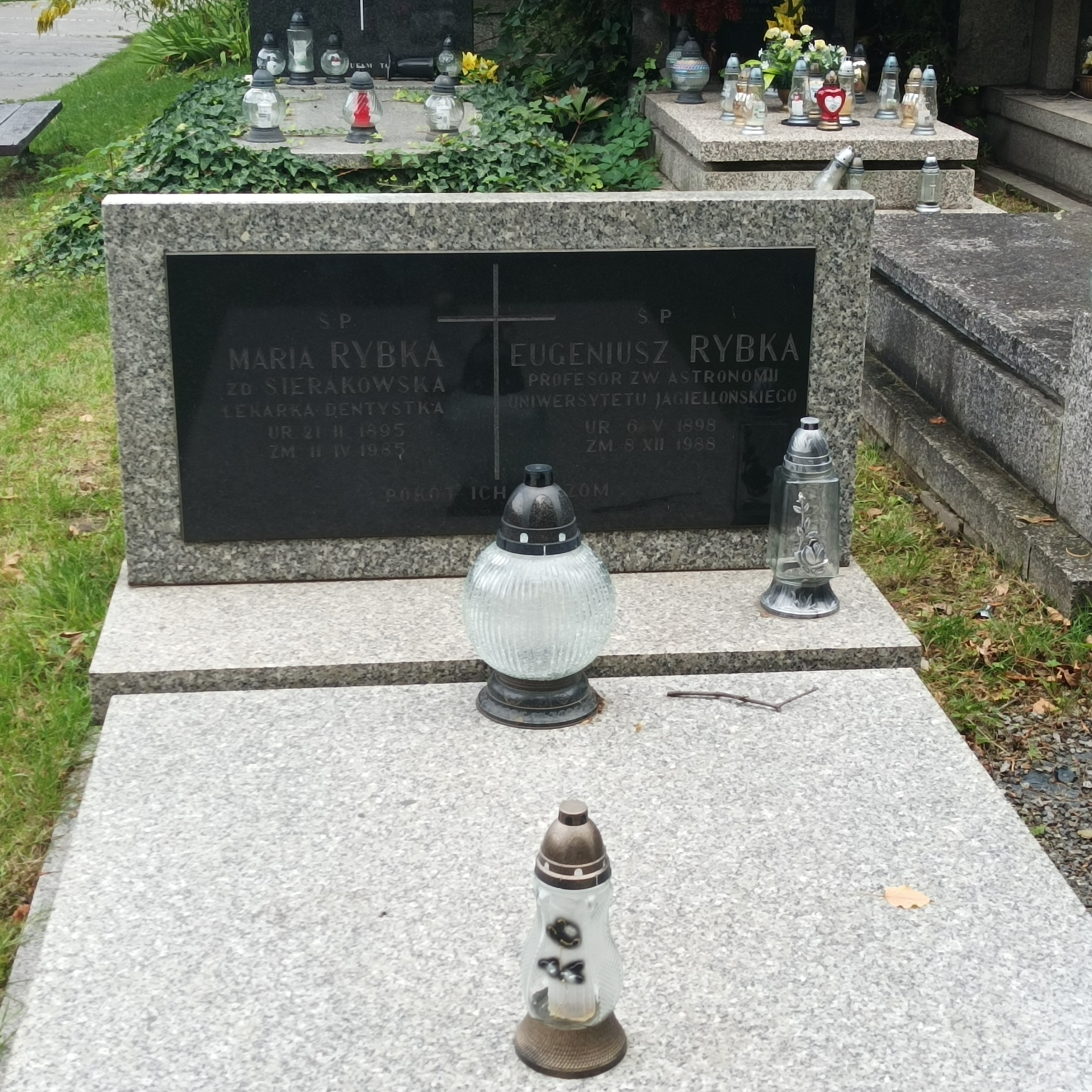
Grób prof. Eugeniusza Rybki na cmentarzu Rakowickim

W 1949 ponownie odwiedził Lejdę (tamtejsze obserwatorium kierowane było wówczas przez Jana Oorta), by poznać nowoczesną metodę fotoelektryczną. Równocześnie ponowił współpracę z astronomami radzieckimi; w jej ramach przyłączył wrocławskie obserwatorium do prac nad Katalogiem Słabych Gwiazd. Zaczął też brać aktywny udział w pracach Międzynarodowej Unii Astronomicznej. W 1948 uczestniczył w Kongresie Unii w Zurychu, a na Kongresie w Rzymie (1952) został wybrany na 6-letnią kadencję wiceprezydenta MUA.
W połowie lat pięćdziesiątych zaczął chorować i przez wiele miesięcy leczył się w sanatoriach. W 1958 na skutek konfliktu z kadrą obserwatorium opuścił Wrocław i przeniósł się na Uniwersytet Jagielloński. Zainicjował przekształcenie stacji obserwacyjnej na krakowskim Forcie Skała w główne Obserwatorium Astronomiczne Uniwersytetu Jagiellońskiego (otwarte w 1964). W tym samym czasie opublikował wraz astronomami z Krymskiego Obserwatorium Astrofizycznego pracę dotyczącą fundamentalnej fotometrii fotelektrycznej. W 1962 otrzymał Nagrodę Miesięcznika „Problemy” za osiągnięcia w dziedzinie popularyzowania nauki. 30 września 1968 przeszedł na emeryturę, nie przerywając działalności naukowej i organizacyjnej, ani aktywności w MUA (w latach 1964–1970 był w niej przewodniczącym Komisji nr 41 – Historii Astronomii). W czerwcu 1968 roku wszedł w skład Komitetu Przygotowawczego obchodów 500 rocznicy urodzin Mikołaja Kopernika. 1 października 1968 przeszedł na emeryturę.
1 grudnia 1968 otrzymał nagrodę im. Włodzimierza Pietrzaka. 21 sierpnia 1971 został honorowym członkiem radzieckiego Wszechzwiązkowego Towarzystwa Astronomiczno-Geodezyjnego (WAGO, ros. Всесоюзное астрономо-геодезическое общество). 30 maja 1973 Uniwersytet Bratysławski przyznał mu doktorat honoris causa. 9 września 1973 został honorowym członkiem Polskiego Towarzystwa Przyrodników im. Kopernika. 26 września 1979 został honorowym członkiem Polskiego Towarzystwa Astronomicznego.
Pochowany na cmentarzu Rakowickim w Krakowie (kwatera CI-II-1).

### Działalność pisarska i edytorska
W latach 1926–1929 i 1936–1939 był redaktorem czasopisma „Urania”
- Kosmografia (wspólnie z Janem Gadomskim), Wydawnictwo M. Arcta w Warszawie, 1931[26]
- Rozwój idei astronomicznych od czasów najdawniejszych do chwili obecnej, I wydanie: przed 1939[27], II wydanie: Wydawnictwo „Wiedza Powszechna”, 1947[28]
- Energia atomowa w gwiazdach, 1946[29]
- Podręcznik Astronomia dla klasy XI wydawany po wojnie co roku przez Państwowe Zakłady Wydawnictw Szkolnych do 1958[30]
- Astronomia Ogólna – jego dwa pierwsze wydania ukazały się w latach 1952 i 1957, a ostatnie VII w 1983 PWN, ISBN 83-01-02706-1 (przez wiele lat profesor E. Rybka opracowywał kolejne aktualizacje i ulepszenia tego podręcznika)
- Wkład astronomów polskich do nauki światowej, Wydawnictwo „Wiedza Powszechna”, Warszawa 1953[31]
- (z Przemysławem Rybką) Kopernik i jego nauka, Wydawnictwo „Wiedza Powszechna”, Warszawa 1953[32]
- Four hundred years of the Copernican heritage – wydana w związku z jubileuszem UJ 1964[33]
- (z Przemysławem Rybką) Kopernik – człowiek i myśl, Wydawnictwo „Wiedza Powszechna”, Warszawa 1972[34]
- Cztery wieki rozwoju myśli kopernikańskiej – w 1972 ukazała się jego książka z okazji zbliżającego się roku Kopernikowskiego (przetłumaczona później na kilka języków).

## Ordery i odznaczenia
- Krzyż Komandorski Orderu Odrodzenia Polski (26 kwietnia 1975)[35]
- Krzyż Oficerski Orderu Odrodzenia Polski (28 września 1954)[36]
- Krzyż Kawalerski Orderu Odrodzenia Polski (22 lipca 1950)[37]
- Złoty Krzyż Zasługi (1957)[38]
- Medal Niepodległości (5 sierpnia 1937)[39]
- Medal Pamiątkowy za Wojnę 1918–1921
- Odznaka Zasłużony Nauczyciel PRL (15 października 1973)[40][41]
- Odznaka pamiątkowa „Orlęta” (1919)[42]
- Gwiazda Przemyśla[43]
- Medal za Długoletnie Pożycie Małżeńskie (15 lutego 1973)[44]

- Złota odznaka TWP (20 marca 1960)[45]
- Odznaka zasłużonego działacza Towarzystwa Rozwoju Ziem Zachodnich (18 listopada 1970)[46]
- Złota honorowa odznaka PTMA (16 marca 1972)[47]
- Złota odznaka Polskiego Towarzystwa Przyrodników im. Kopernika ( 20 marca 1980)[48]